# Eva Rueber-Staier
Eva Rueber-Staier (thỉnh thoảng được đánh vần là Eva Reuber-Staier) là một diễn viên người Áo và là cựu Hoa hậu Thế giới 1969.
Rueber-Staier sinh ngày 20 tháng 2 năm 1951 tại Bruck an der Mur, Áo. Bà chiến thắng trong cuộc thi Hoa hậu Áo và có quyền tham dự cuộc thi Hoa hậu Hoàn vũ 1969, và bà đã lọt vào top 15 bán kết. Bà tiếp tục thi Hoa hậu Thế giới và giành chiến thắng. Trong suốt nhiệm kỳ của mình, bà đã tham gia cùng Bob Hope đi đến Việt Nam.
Sự nghiệp diễn xuất của bà gắn liền với nhân vật James Bond: bà đóng vai phụ tá của General Gogol's Rubelvitch trong phim The Spy Who Loved Me, For Your Eyes Only, và Octopussy.
Bà hiện nay đang sống tại Elizabethan, Grade II ở Pinner đã 23 năm với chồng hiện tại của bà, Brian Cowan một nhà xuất bản và cậu con trai Alexander.